# 桑原康雄
桑原 康雄（くわはら やすお、1946年12月12日 - 2003年12月6日）は、日本のマンドリン奏者・作曲家。
兵庫県神戸市出身。神戸商科大学（現兵庫県立大学）在学中にマンドリンクラブに所属。比留間きぬ子に師事し、1982年にヨーロッパでデビュー。演奏活動のかたわら作曲も行い、『初秋の唄』や『ノヴェンバー・フェスト』などのマンドリンオーケストラのための作品がドイツのフォクト・ウント・フリッツ社とトレッケル社から出版されたことから、日本だけでなくヨーロッパでの演奏機会も多い。
1975年からEnsemble Philmusicaを主宰。彼の死後、同楽団は教え子のマンドリニスト横田綾子を中心に活動している。
息子はガガガSPのベーシスト・桑原康伸。

## 主な作品

### 管弦楽曲
- マンドリン協奏曲『籟動』

### マンドリンオーケストラ
- 火祭りの踊り
- 虹の向こうに
- 初秋の唄
- ノヴェンバー・フェスト
- レールロードソング
- 海の嬉遊曲
- 森の外へ
- 梨の形の舞曲
- イン・ザ・フェンス - アロの街で

### マンドリン独奏曲
- 月と山姥
- じょんがら
- 冬の光
- 即興詩
- 無窮動
- 無言の扉